# Cratere Aisha
Aisha  è un cratere sulla superficie di Venere.